# Armoiries de Herm
L'écu de Herm est composé d'un champ d'azur traversé d'une bande d'or chargée de trois moines de sable. Dans chaque division figure un dauphin d'argent. Une autre version du blason existe où les dauphins sont couchés.
Cet écu peut être accompagné d'un listel où l'on peut lire le nom de l'île en anglais (Herm Island).
Les trois moines font référence à la colonisation de l'île par des moines bénédictins arrivés depuis le mont Saint-Michel au XIe siècle. La couleur azur symbolise la Manche et l'or la terre de l'île. Ce blason, dessiné par le révérend Percival Wood, fut adopté en 1953.
Ces éléments sont incorporés dans le drapeau de l'île.

## Blasonnement
D'azur à la bande d'or chargée de trois moines encapuchonnés de sable posés à plomb, accompagnée de deux dauphins d'argent.